# Bruno Piglhein
Elimar Ulrich Bruno Piglhein (Amburgo, 19 febbraio 1848 – Monaco di Baviera, 15 luglio 1894) è stato un pittore tedesco del realismo della scuola di Monaco. Fu anche uno dei fondatori della Secessione di Monaco della quale fu il primo presidente.

## Biografia
Bruno Piglhein studiò prima scultura con Julius Lippelt, quindi entrò, dopo la sua morte nel 1864, presso l'Accademia di Belle Arti di Dresda. Tuttavia dovette lasciarla dopo due anni a causa di mancanza di talento. Il professor Johannes Schilling tuttavia lo accolse nel suo studio e Piglhein eseguì diverse opere, tra cui una fontana. Dopo un breve viaggio in Italia, decise di dedicarsi alla pittura, e con la raccomandazione di Schilling, entrò nella bottega di Ferdinand Pauwels presso la Scuola di Arti di Weimar. Vi rimase per un semestre nel 1870 e poi entrò nella bottega di Wilhelm von Diez a Monaco di Baviera. Piglhein giunse a Monaco all'età di ventidue anni e vi rimarrà poi per il resto della sua vita. Diviene amico di Hugo von Habermann e Fritz von Uhde, con i quali iniziò a dare lezioni private.
Fra il 1885 e il 1886 fece un lungo viaggio a Parigi e in Terra santa, dove visitò Gerusalemme. Li fece schizzi e studi per il suo capolavoro, La Crocifissione di Cristo. Tornato a Monaco di Baviera, Piglhein fu nominato professore e fondò la Secessione di Monaco, della quale divenne il primo presidente. Venne influenzato dallo stile più decorativo di un altro artista di Monaco, Hans Makart. Assieme decorarono diverse case patrizie ad Amburgo.

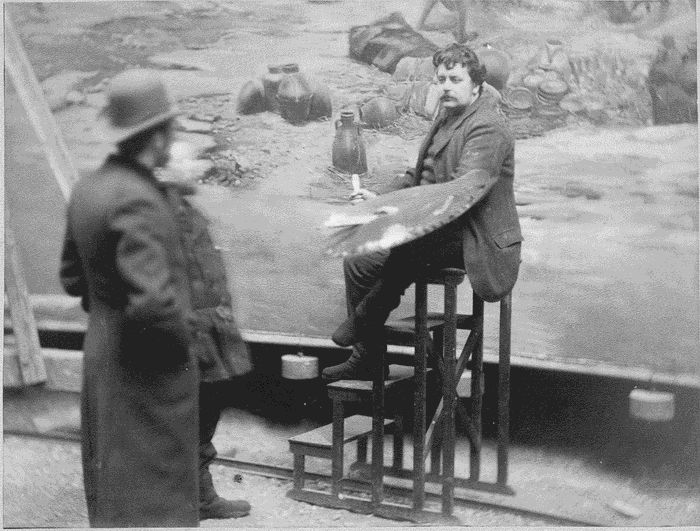
Piglhein mentre dipinge Gerusalemme ai tempi della crocifissione di Cristo, in presenza di Halder che gli aveva commissionato l'opera.

Piglhein dipinse scene mitologiche, ritratti di donne e bambini e ballerine spagnole disegnate spesso a pastello. Ebbe grande successo con le sue composizioni religiose, come moritur in Deo (1879 alla Alte Nationalgalerie  di  Berlino) , e soprattutto in quello che è considerato il suo capolavoro,  Gerusalemme al tempo della Crocifissione di Cristo  (1886) . Fu infatti Joseph Halder, ricco mercante di Monaco di Baviera, che gli commissionò una grande scena panoramica raffigurante la  Crocifissione e lo raccomandò al suo socio in affari Franz Joseph Hotop. Piglhein si assicurò l'assistenza di altri pittori per effettuare questa immensa composizione: Josef Block, e per il paesaggio Johann Adalbert Heine e Josef Krieger. Egli stesso si occupò di scegliere i personaggi. Il lavoro una volta completato venne esposto a Monaco di Baviera, Berlino e Vienna. Ma, malauguratamente l'opera andò distrutta in un incendio scoppiato nella capitale austriaca nel 1892. Piglhein ne fu profondamente toccato. Copie, non validate dal maestro, si trovano oggi presso la Basilica di Einsiedeln, a Saint- Anne de Beaupré Quebec e ad Adelaide in Australia.
Le sue spoglie sono inumate nell'antico cimitero di Monaco di Baviera.

## Opere principali

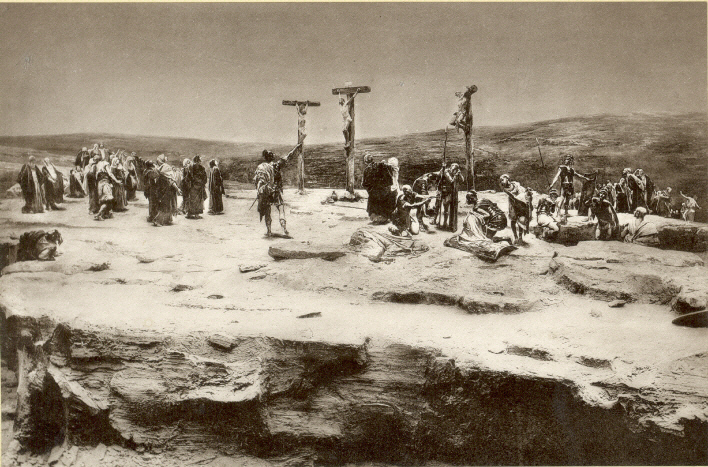
Foto del paesaggio nel quale è ambientata la Crocifissione al Golgota

- Ritratto di Richard Paul, Nationalgalerie di Berlino
- Schizzi per il panorama di Gerusalemme, Kulturhistorisches Museum di Görlitz
- Pan e le ninfe, Kunsthalle di Amburgo
- La fuga in Egitto, idem
- Testa di leone, idem
- Ritratto di dama, idem
- I ciechi in un campo di papaveri, Neue Pinakothek di Monaco di Baviera
- L'olandese, Secessions-Galerie Schleißheim
- Ragazza con i gatti, idem
- Tigre reale, Neue Staatsgalerie di Stoccarda
- Due centauri, Kunsthaus di Zurigo

## Il panorama di Piglhein rappresentante Gerusalemme ai tempi della crocifissione

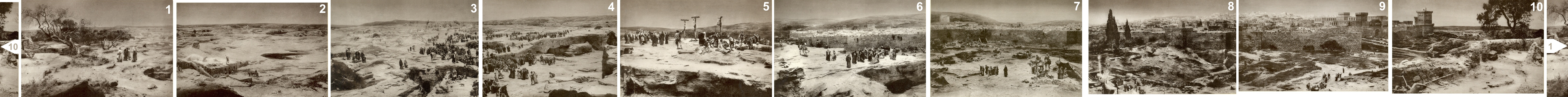
Panorama

Foto: